# Eleccions legislatives sueques de 1911
Les eleccions legislatives sueques de 1911 es van celebrar el 1911. Els partit més votat fou el liberal i Karl Staaff fou nomenat primer ministre de Suècia.

## Resultats
|                         |                                        |           |       |           |     |  |  |  |
| Partits                 | Partits                                | Vots      | %     | Escons    | +/− |  |  |  |
|                         | Associació Nacional de Lliurepensadors | 242.795   | 40,20 | 102 / 230 | 3   |  |  |  |
|                         | Lliga Electoral General (AV)           | 188.691   | 31,24 | 64 / 230  | 27  |  |  |  |
|                         | Partit Socialdemòcrata (S)             | 172.196   | 28,51 | 64 / 230  | 30  |  |  |  |
|                         | Altres partits                         | 292       | 0,05  | 0 / 230   |     |  |  |  |
|                         |                                        |           |       |           |     |  |  |  |
| Vots vàlids             | Vots vàlids                            | 603.974   | 99,42 |           |     |  |  |  |
| Vots blancs i invàlids  | Vots blancs i invàlids                 | 3.513     | 0,58  |           |     |  |  |  |
| Total                   | Total                                  | 607.487   | 100   | 230       | =   |  |  |  |
| Abstenció               | Abstenció                              | 458.713   | 43,02 |           |     |  |  |  |
| Inscrits / participació | Inscrits / participació                | 1.066.200 | 56,98 |           |     |  |  |  |